# Cessières-Suzy
Cessières-Suzy is een gemeente in het Franse departement Aisne (regio Hauts-de-France). De plaats maakt deel uit van het arrondissement Laon. Cessières-Suzy is op 1 januari 2019 ontstaan door de fusie van de gemeenten Cessières en Suzy. 
1. ↑  Populations de référence 2022.